# Arzu Jalilova
Arzu Jalilova (in azero Arzu Cəlilova; Baku, 4 giugno 2004) è una ginnasta azera.

## Carriera

### Junior
Nel 2018 partecipa ai Campionati europei di ginnastica ritmica 2018 di Guadalajara, vincendo un bronzo alla palla.
Nel 2019 ai Campionati mondiali juniores di ginnastica ritmica 2019 di Mosca vince un bronzo alla fune e un argento alla palla.

## Palmarès

### Mondiali juniores
| Anno | Città | Risultato | Specialità |
| ---- | ----- | --------- | ---------- |
| 2019 | Mosca | Bronzo    | Fune       |
| 2019 | Mosca | Argento   | Palla      |

### Europei juniores
| Anno | Città       | Risultato | Specialità |
| ---- | ----------- | --------- | ---------- |
| 2019 | Guadalajara | Bronzo    | Palla      |